# Містер Брітлінг бачить через
«Містер Брітлінг бачить через» (англ. Mr. Britling Sees It Through) — роман англійського письменника Герберта Веллса. Написаний в 1916 році.
Він розповідає історію відомого письменника містера Бритлінга, його сім'ї та друзів у вигаданому селі Матчинг Ізі, на початку Першої світової війни. Книга розбита на три розділи: у першому американський гість пан Дірек прибуває в будинок Бритлінгів влітку 1914 року, другий — Матчинг Ізі у стані війни, третій — завіт.
Книга була однією з найпопулярніших романів у Великій Британії під час Першої світової війни. Вона дає яскравий спогад про війну, як її видно з тилу.
| книги | Це незавершена стаття про книгу. Ви можете допомогти проєкту, виправивши або дописавши її. |